# 龙腊生
龙腊生（1963年12月—），中国民主同盟盟员，国家杰出青年科学基金获得者，厦门大学教授。

## 生平
1986年毕业于安徽师范大学化学系，1989年于兰州大学获硕士学位，1999年于中山大学获博士学位，同年进入厦门大学工作。2005年至2006年，在日本分子科学研究所做高级访问学者（JST）。曾任厦门大学化学化工学院无机化学与功能材料研究所所长，现任厦门大学固体表面物理化学国家重点实验室教授、博士生导师。

## 学术贡献
主要从事稀土及稀土-过渡金属簇合物设计合成及磁热效应、多铁材料及磁电耦合领域研究工作。主持973项目、国家杰出青年科学基金项目、国家自然科学基金重点项目等课题多项。在PNAS, JACS, Nature Communications, Angew. Chem., Adv. Mater.等发表论文180余篇。曾获全国优秀博士学位论文指导教师奖（2011年），福建省优秀教师奖（2020年），教育部高等学校科学研究优秀成果一等奖（排名第一）（2020年）等。

## 社会兼职
中国晶体学会理事，中国化学会晶体专业委员会委员，中国稀土学会稀土分子材料与超分子器件专业委员会副主任委员。